# Hubbles lag
Hubbles lag beskriver observationen inom fysikalisk kosmologi att hastigheten med vilken olika galaxer avlägsnar sig bort från oss är proportionell mot deras avstånd från jorden. "Lagen" är en teori från 1929 uppkallad efter astronomen Edwin Hubble från USA. Då han hade märkt att galaxerna rör sig från varandra, slöt han sig till att universum expanderar. I själva verket expanderar rum-tid volymen av det observerbara universumet och Hubbles lag är direkta fysiska observationer av denna process. Det är den första observerbara grunden för universums expansion och idag fungerar som ett delbevis som oftast nämns som stöd för big bang-teorin. 
Även om lagen allmänt tillskrivs Edwin Hubble, var lagen först härledd från den allmänna relativitetsteorins ekvationer av den belgiske astronomen och prästen Georges Lemaître i en artikel år 1927 där han föreslog att universum expanderar och beräknade värdet på utvidgningen, som nu kallas Hubblekonstanten med mätdata från Vesto Slipher och Edwin Hubble. Två år senare bekräftade Edwin Hubble förekomsten av denna lag och fastställde ett mer noggrant värde för den konstant som nu bär hans namn. Innebörden var att objektens fjärmandehastighet var orsaken till deras rödförskjutningar, många tidigare mätta av den amerikanske astronomen Vesto Slipher år 1917 och relaterade till hastighet av honom.
Galaxerna avlägsnar sig från varandra med en hastighet {\displaystyle v} proportionell mot avståndet {\displaystyle r} mellan galaxer och lagen uttrycks av ekvationen:
{\displaystyle v=H_{0}\cdot r}
där {\displaystyle H_{0}} är en konstant som kallas Hubblekonstanten. Hubbleparametern  {\displaystyle H} är en parameter och en funktion av tiden. Dess nuvarande värde betecknas {\displaystyle H_{0}}. Avståndet eller mer specifikt egenavståndet (eng. proper distance) {\displaystyle r} till en galax som kan ändras med tiden (till skillnad från medflyttande avstånd (eng. comoving distance)) och dess hastighet {\displaystyle v} (dvs. derivatan av egenavståndet med avseende på kosmologisk tidskoordinat. SI-enheten för {\displaystyle H} är s  −1  men den är oftast angiven i (km/s)/Mpc, vilket ger hastigheten i km/s för en galax med avstånd på 1 megaparsec. 

## Upptäcktshistorik
Ett decennium innan Hubble gjorde sina observationer hade ett antal fysiker och matematiker etablerat en konsistent teori om sambandet mellan rum och tid genom att använda Einsteins fältekvationer från den allmänna relativitetsteorin. Genom att tillämpa de mest generella principerna på universum fick man en dynamisk lösning som stred mot den då förhärskande uppfattningen om ett statiskt universum.

### FLRW ekvationer
År 1922 härledde den ryske matematikern och kosmologen Aleksandr Fridman (ty. Alexander Friedmann) sina Friedmanns ekvationer från Einsteins fältekvationer, som visar att universum kan expandera med en hastighet som kan beräknas med hjälp ekvationerna. Parametern, som används av Friedmann, är känd idag som den kosmiska skalfaktorn, som kan ses som en skalinvariant form av proportionalitetskonstanten i Hubbles lag. Georges Lemaître härledde oberoende av Friedman en liknande lösning år 1927. Friedmanns ekvationer härleds genom att infoga Friedmann-Lemaître-Robertsson-Walker (FLRW)-metriken för ett homogent och isotropt universum i Einsteins fältekvationer för en fluid med en given densitet och ett givet tryck. Idén om en expansion av rum-tiden skulle så småningom leda till steady state-teorin och big bang-teorin inom kosmologin.

### Universums form
Före tillkomsten av modern kosmologi, fanns en betydande diskussion om universums storlek och form. År 1920 ägde den uppmärksammade Shapley-Curtisdebatten rum mellan amerikanerna Harlow Shapley och Heber Curtis i denna fråga. Shapley argumenterade för ett litet universum med storleken av Vintergatan och Curtis hävdade att universum var mycket större. Problemet löstes under det följande årtiondet med Hubbles förbättrade observationer.

### Cepheid-stjärnor utanför Vintergatan
Edwin Hubble gjorde det mesta av sitt professionella astronomiska observerande arbete vid Mount Wilson-observatoriet i Kalifornien, världens då mest kraftfulla teleskop. Hans observationer av Cepheid-stjärnor i spiralnebulosor gjorde att han, baserat på en grundteori utarbetad av Henrietta Swan Leavitt, kunde beräkna avstånd till dessa. Dessa objekt upptäcktes överraskande ligga på ett avstånd som placerade dem väl utanför Vintergatan. De fortsatte att kallas "nebulosor" och det var bara gradvis som termen "galaxer" tog över.

### Kombinera rödförskjutningar med avståndsmätningar

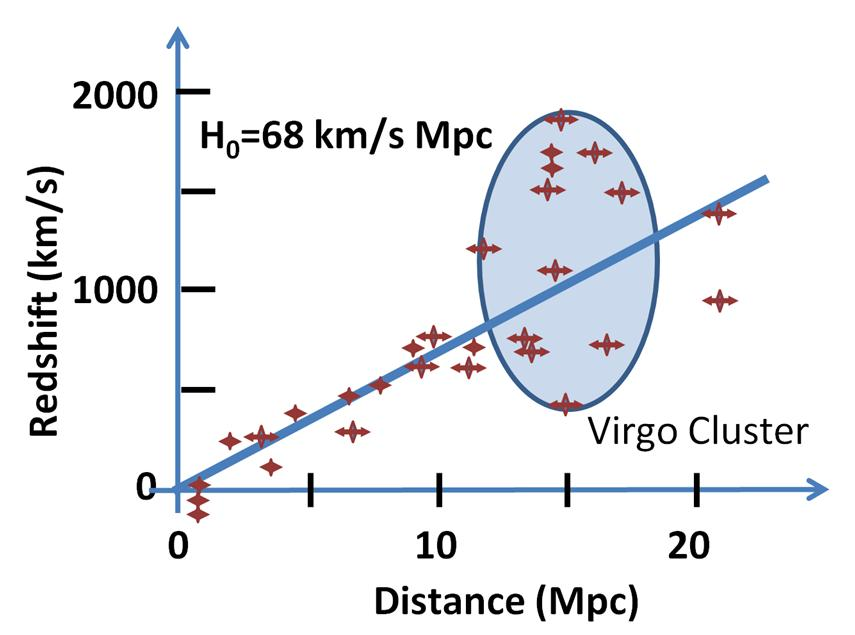
Hubblediagram. Passning av Hubbles lag till rödförskjutningshastigheter. Det finns olika bestämningar av Hubblekonstanten

De parametrar som ingår i Hubbles lag, hastigheter och avstånd, mäts inte direkt. I verkligheten bestäms, till exempel en supernovas ljusstyrka, som ger information om supernovans avstånd och rödförskjutningen z = ∆λ/λ i dess strålningsspektrum. Hubble korrelerade ljusstyrka och parametern z. 
Genom att kombinera sina mätningar av galaxavstånd med Vesto Sliphers och Milton Humasons mätningar av rödförskjutningar knutna till galaxerna, upptäckte Hubble en ungefärlig proportionalitet mellan rödförskjutningen hos ett objekt och dess avstånd även om det var betydande spridning (enligt dagens kunskap orsakat av särhastighet (eng. peculiar velocity). Hubbleflödet används att referera till den fjärmande rörelse i den region i rymden som är tillräckligt långt ut så att fjärmandehastigheten (eng. recession velocity) är större än lokal ”särhastighet”. Hubble kunde rita en trendlinje med de 46 galaxer han studerade och få ett värde på Hubblekonstanten på 500 (km/s)/Mpc (mycket högre än dagens accepterade värden på grund av fel i hans avståndskalibreringar). (Se kosmisk avståndsstege för detaljer.)
Vid tiden för upptäckt och utveckling av Hubbles lag var det acceptabelt att förklara rödförskjutningsfenomenet som en dopplereffekt i sammanhang med speciella relativitetsteorin och använda formeln för dopplereffekt för att associera rödförskjutning  z med hastighet. Idag ses hastighet-avståndsförhållandet i Hubbles lag som ett teoretiskt resultat med hastighet vara kopplad till observerad rödförskjutning och inte genom dopplereffekten utan genom en kosmologisk modell relaterande fjärmandehastighet till universums expansion. Även för små  z tolkas hastigheten i Hubbles lag inte längre som en dopplereffekt, även om för små  z är hastighet-rödförskjutning sambandet detsamma för båda förklaringssätten.
År 1958 publicerades den första bra beräkningen av H0, 75 (km/s)/Mpc, av Allan Sandage. Men det skulle ta flera årtionden innan samstämmighet uppnåddes.

#### Hubblediagram
Hubbles lag kan lätt grafiskt återgivas i ett Hubblediagram i vilket hastigheten (förmodat ungefär proportionell mot rödförskjutningen) hos ett objekt ritas som en funktion av dess avstånd till observatören. En rät linje med en positiv lutning i det här diagrammet är den grafiska bilden av Hubbles lag.

### Kosmologiska konstanten övergiven
Efter att Hubbles upptäckt publicerats tog Albert Einstein avstånd från sitt arbete med den kosmologiska konstanten, som han hade lagt till för att modifiera sina ekvationer i allmänna relativitetsteorin, för att låta dem att ge en statisk lösning. Något som hans ekvationer inte tillät så som de ursprungligen var utformade. Han kallade senare detta arbete sitt "största misstag" eftersom det var ett felaktigt antagande med ett statiskt universum, vilket hade orsakat honom att inte godta vad kan ses i hans ekvationer i den allmänna relativitetsteorin: faktumet att den allmänna relativitetsteorin både förutsåg och gav möjlighet att beräkna universums expansion, som (liksom krökning av ljus under inverkan av gravitationen vid stora massor eller precessionen av Merkurius omloppsbana) experimentellt kunde observeras och jämföras med hans teoretiska beräkningar med hjälp av särskilda lösningar på allmänna relativitetsteorins ekvationer så som han hade ursprungligen formulerade dem.
Einstein gjorde en resa till Mount Wilson år 1931 för att tacka Hubble för att ha tagit fram den observationella grunden för modern kosmologi.
Den kosmologiska konstanten har åter fått aktualitet under de senaste decennierna som en hypotes för mörk energi.

## Utläggning

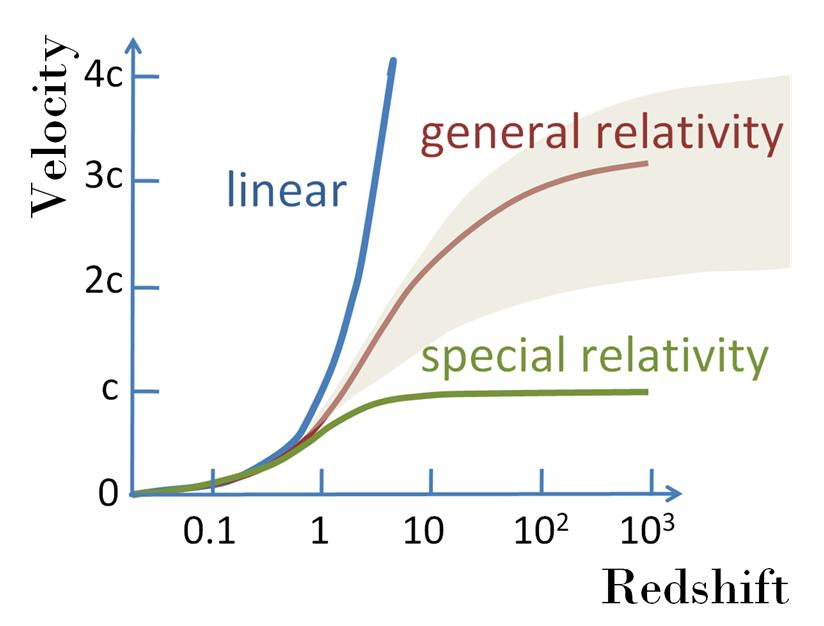
En mängd möjliga funktioner av fjärmande hastighet vs. rödförskjutning inklusive det enkla linjära förhållandet v = cz; en mängd olika möjliga former från teorier som rör allmänna relativitetsteorin, och en kurva som inte tillåter hastigheter snabbare än ljuset enligt den speciella relativitetsteorin. Alla kurvor är linjära vid låga rödförskjutningar.

Upptäckten av det linjära förhållandet mellan rödförskjutning och avstånd, tillsammans med ett förmodat linjärt förhållande mellan fjärmande hastighet och rödförskjutning, ger ett enkelt matematiskt uttryck för Hubbles lag enligt följande:
{\displaystyle v=H_{0}r}
där
- {\displaystyle v} är fjärmande hastigheten, vanligen uttryckt i km/s.
- {\displaystyle H_{0}} är Hubblekonstanten och motsvarar värdet av H (ofta kallas den Hubbleparametern som har ett värde som är tidsberoende och som kan uttryckas i form av skalfaktorn) i Friedmanns ekvationer taget vid tiden för observation betecknad med index 0. Detta värde är densamma i hela universum för en viss medflyttande tid (eng. comoving time).
- {\displaystyle r} är avståndet (eller egenavståndet (eng. proper distance), som kan ändras över tiden, (till skillnad från medflyttande avstånd (eng. comoving distance) som är konstant) från galaxen till observatören, mätt i megaparsec (Mpc), i den tredimensionella rymden fastställd vid given kosmologisk tid. (Den fjärmande hastigheten är v = dr/dt).

Hubbles lag anses vara ett grundläggande samband mellan fjärmande hastighet och avstånd. Sambandet mellan fjärmande hastighet och rödförskjutning beror på den kosmologiska modell som antagits, men är inte säkerställt utom för små rödförskjutningar.
För avstånd {\displaystyle r} större än radien i en Hubblesfär {\displaystyle r_{HS}} fjärmar sig objekt snabbare än ljusets hastighet:
{\displaystyle r_{HS}={\frac {c}{H_{0}}}\ .}
Eftersom Hubblekonstanten är en konstant endast i rummet, inte i tiden, kan radien i Hubblesfären öka eller minska under olika tidsintervall. Indexet 0 anger det nuvarande värdet på Hubblekonstanten. Aktuell forskning visar att universums expansion accelererar (se avsnittet Acceleration av expansionen), vilket innebär att för varje given galax, den fjärmande hastigheten dr/dt ökar över tiden samtidigt som galaxen avlägsnar sig till större och större avstånd. Hubbleparametern tros dock faktiskt minska med tiden, vilket betyder att om vi skulle titta på något fast avstånd r och titta på en serie olika galaxer passera detta avstånd, senare galaxer skulle gå denna sträcka med en mindre hastighet än de tidigare galaxerna.

### Rödförskjutningshastighet och fjärmande hastighet
Rödförskjutning kan mätas genom att bestämma våglängden för en känd spektrallinje, såsom vätets α-linjer för avlägsna kvasarer, och mäta dess förskjutning jämfört med en stationär referens. Rödförskjutning är således en storhet som entydigt kan observeras experimentellt. Sambandet mellan rödförskjutning och fjärmande hastighet är en annan sak. För en omfattande diskussion se Harrison.

#### Rödförskjutningshastighet
Rödförskjutning {\displaystyle z} beskrivs ofta som en rödförskjutningshastighet, som är den fjärmande hastighet som skulle ge samma rödförskjutning om den var orsakad av en linjär dopplereffekt (vilket dock inte är fallet, då förskjutningen delvis orsakas av en kosmisk expansion av rymden, och eftersom de inblandade hastigheterna är för stora för att använda en icke-relativistisk formel för dopplereffekt). Denna rödförskjutningshastighet kan lätt överstiga ljusets hastighet. Med andra ord, för att bestämma rödförskjutningshastigheten {\displaystyle v_{rs}}, används uttrycket:
{\displaystyle v_{rs}\equiv cz\ ,}
Det är ingen grundläggande skillnad mellan rödförskjutningshastighet och rödförskjutning. De är helt proportionella, och inte relaterade genom något teoretiskt resonemang. Motiveringen bakom terminologin "rödförskjutningshastighet" är att rödförskjutningshastighet stämmer med hastigheten vid en-låg-hastighets förenkling av den så kallade relativistiska dopplereffekten.
{\displaystyle z={\frac {\lambda _{o}}{\lambda _{e}}}-1={\sqrt {\frac {1+v/c}{1-v/c}}}-1\approx {\frac {v}{c}}\ .}
Här är {\displaystyle \lambda _{o}} och {\displaystyle \lambda _{e}} den observerade respektive emitterade våglängden. "Rödförskjutningshastigheten" {\displaystyle v_{rs}} är inte lika enkelt relaterad till verklig hastighet vid högre hastigheter och denna terminologi leder till förvirring om den tolkas som en verklig hastighet. I det följande diskuteras kopplingen mellan rödförskjutning eller rödförskjutningshastighet och fjärmande hastighet. Denna diskussion är baserad på Sartori.

#### Fjärmande hastighet
Antag att {\displaystyle {R(t)}} är universums skalfaktor och ökar när universum expanderar på ett sätt som beror på vald kosmologisk modell. Dess innebörd är att alla mätta avstånd {\displaystyle {r(t)}} mellan medflyttande (eng. comoving) punkter ökar proportionellt mot {\displaystyle {R}}. (De medflyttande punkterna rör sig inte i förhållande till varandra utom genom expansion av rymden.) Med andra ord:
{\displaystyle {\frac {r(t)}{r(t_{0})}}={\frac {R(t)}{R(t_{0})}}\ ,}
där {\displaystyle {t_{0}}} är någon vald referenstid. Om ljus skulle emitteras från en galax vid tiden {\displaystyle {t_{e}}} och tas emot av oss vid {\displaystyle {t_{0}}}, är det rödförskjutet på grund av universums expansion, och denna rödförskjutning z är helt enkelt:
{\displaystyle z={\frac {R(t_{0})}{R(t_{e})}}-1\ .}
Antag att en galax finns på ett avstånd {\displaystyle r} och detta avstånd ändras med tiden i en takt av {\displaystyle {d_{t}r}}. Vi kallar denna takt av fjärmande för den fjärmande hastigheten (eng. recession velosity) {\displaystyle {v_{r}}}  :
{\displaystyle v_{r}=d_{t}r={\frac {d_{t}R}{R}}r\ .}
Vi definierar nu Hubblekonstanten som
{\displaystyle H\equiv {\frac {d_{t}R}{R}}\ ,}
och får Hubbles lag:
{\displaystyle v_{r}=Hr\ .}
Ur detta perspektiv är Hubbles lag ett grundläggande samband mellan (i) fjärmande hastigheten orsakad av rymdens expansion och (ii) avståndet till ett objekt. Kopplingen mellan rödförskjutning och avstånd är ett stöd som används för att koppla Hubbles lag till observationer. Denna lag kan approximativt relateras till rödförskjutningen {\displaystyle z} genom att göra en expansion av en Taylorserie:
{\displaystyle z={\frac {R(t_{0})}{R(t_{e})}}-1\approx {\frac {R(t_{0})}{R(t_{0})\left(1+(t_{e}-t_{0})H(t_{0})\right)}}-1\approx (t_{0}-t_{e})H(t_{0})\ ,}
Om avståndet inte är alltför stort, blir alla andra komplikationer av modellen små korrigeringar och tidsintervallet är helt enkelt avståndet dividerat med ljushastigheten:
{\displaystyle z\approx (t_{0}-t_{e})H(t_{0})\approx {\frac {r}{c}}H(t_{0})\ ,} eller {\displaystyle cz\approx rH(t_{0})=v_{r}\ .}
Enligt denna ansats är uttrycket {\displaystyle {cz}=v_{r}} en approximation giltigt vid små rödförskjutningar, för att ersättas av ett annat uttryck vid stora rödförskjutningar vilket är beroende av vald modell. Se figur Velocity-Redshift.

### Observerbarhet av parametrar
Strängt taget är varken {\displaystyle v} eller {\displaystyle r} i formeln direkt observerbara, eftersom de är egenskaper i nutid hos en galax, medan våra observationer är från galaxen i en förfluten tid, vid den tidpunkt som ljuset, som vi nu ser, lämnade galaxen.
För relativt närliggande galaxer (rödförskjutningen {\displaystyle z} är mycket mindre än ett) kommer {\displaystyle v} och {\displaystyle r} inte har ändrats mycket och {\displaystyle v} kan uppskattas med hjälp av formeln {\displaystyle v=zc} där {\displaystyle c} är ljusets hastighet. Detta ger det empiriska uttrycket som hittades av Hubble.
För avlägsna galaxer kan inte {\displaystyle v} (eller {\displaystyle r}) beräknas från {\displaystyle z} utan att ange en detaljerad modell för hur {\displaystyle H} ändras med tiden. Rödförskjutningen är inte ens direkt relaterad till fjärmande hastigheten vid den tid när ljuset emitterades, men det finns en enkel tolkning: {\displaystyle {1+z}} är den faktor med vilken universum expanderat medan fotonen färdats mot observatören.

### Expansionshastighet vs. relativ hastighet
När Hubbles lag används för att bestämma avstånd, kan endast hastigheten på universums expansion användas. Då genom gravitation samverkande galaxer rör sig i förhållande till varandra oberoende av universums expansion, dessa relativa hastigheter kallas särhastigheter (eng. peculiar velocities), måste hänsyn tas till detta vid användning av Hubbles lag.
Om hög särhastighet existerar bland galaxhopar visar den sig som utsträckt distorsion av rödförskjutningen i radiell riktning. Denna rödförskjutningseffekt (eng. Finger of God effect) upptäckt 1938 av Benjamin Kenneally, är ett resultat av ovan fenomen. I system som är sammanhållna av gravitationen, såsom galaxer eller vårt planetsystem, är rymdens expansion en mycket svagare effekt än den sammanhållande gravitationskraften.

### Idealiserad Hubbles lag
Den matematiska härledningen av en idealiserad Hubbles lag för ett uniformt expanderande universum är en ganska elementär geometrisk uppställning i ett tredimensionellt kartesiskt/newtonskt koordinatrum, som betraktas som ett metriskt rum, är helt homogent och isotropt (egenskaper varierar inte med läge eller riktning). Enkelt uttryckt är teoremet detta:
Vilka som helst av två punkter som rör sig bort från ursprunget, var och en i sin egen raka riktning och med en hastighet som är proportionell mot avståndet från ursprunget, kommer att röra sig från varandra med en hastighet som är proportionell mot avståndet mellan dem.
I själva verket gäller detta för icke-kartesiska rum så länge de är lokalt homogena och isotropa; särskilt för de negativt och positivt krökta rummen ofta studerade som kosmologiska modeller (se form på universum).
En iakttagelse som härrör från detta teorem är, att objekt som fjärmar sig från jorden inte är en indikation på att jorden är nära ett centrum från vilket utvidgningen sker, utan snarare att alla observatörer i ett expanderande universum skulle se objekt fjärma sig från dem.

### Universums ålder och framtid

Universums ålder och framtid kan bestämmas genom att mäta Hubblekonstanten i nutid och extrapolera med det observerade värdet för decelerationsparametern, unikt kännetecknad av värdena för densitet parametrarna (Ω_{M} för materia och Ω_{Λ} för mörk energi). En "slutet universum" med Ω_{M} > 1 och Ω_{Λ} = 0 tar slut i en Big Crunch och är betydligt yngre än dess Hubbleålder. Ett "öppet universum" med Ω_{M} ≤ 1 och Ω_{Λ} = 0 utökas ständigt och har en ålder som är närmare dess Hubbleålder. För accelererande universum med ett icke-noll Ω_{Λ}, vilket vi lever i, råkar universums ålder vara mycket nära Hubbleåldern. Hubbleåldern är den tid som universum skulle ha funnits om det expanderat med nuvarande hastighet sedan begynnelsen.

Värdet på Hubbleparametern ändras över tiden antingen ökas eller minskas beroende på tecknet på parametern för den så kallade kosmiska decelerationsparametern {\displaystyle q} som definieras av
{\displaystyle q=-\left(1+{\frac {\dot {H}}{H^{2}}}\right).}
I ett universum med en decelerationsparameter lika med noll, följer det att {\displaystyle H={\frac {1}{t}}}, där {\displaystyle t} är tiden från big bang. Ett icke-noll, tidsberoende värde på {\displaystyle q} kräver helt enkelt integration av Friedmanns ekvationer bakåt från nutid till den tid då storleken på vårt observerbara universums horisont var noll.
Länge trodde man att {\displaystyle q} var positiv, som indikerar att utvidgningen saktar ned på grund av gravitationskraft. Detta skulle innebära en ålder på universum som är mindre än {\displaystyle {\frac {1}{H}}} (som är ca 14 miljarder år). Till exempel ett värde på {\displaystyle q}  på 1/2 (en gång förordat av de flesta teoretiker) skulle ge en ålder på universum på {\displaystyle {\frac {2}{3H}}}). Upptäckten år 1998 att {\displaystyle q} är uppenbarligen negativ innebär att universum faktiskt kunde vara äldre än {\displaystyle {\frac {1}{H}}}. Beräkningar av  universums ålder ligger dock mycket nära {\displaystyle {\frac {1}{H}}}.

### Olbers paradox
Universums expansion sammanfattad av big bang uttydningen av Hubbles lag är relevant för den gamla frågeställningen kallad Olbers paradox: om universum var oändligt, statiskt och fyllt med en jämn fördelning av stjärnor, då skulle synlinjen i alla riktningar på himlen sluta på en stjärna, och himlen skulle vara lika ljus som ytan på en stjärna. Natthimlen är dock till största delen mörk. Sedan 1600-talet har astronomer och andra tänkare föreslagit många möjliga lösningar på denna paradox, men den för närvarande accepterade lösningen beror delvis på big bang-teorin och delvis på Hubbles lag. I ett universum, som finns under en ändlig tid, har endast ljuset från ett begränsat antal stjärnor haft en möjlighet att nå oss, och paradoxen finns inte. Dessutom i ett expanderande universum avlägsnar sig fjärran objekt från oss, vilket leder till att ljuset från dem rödförskjuts och minskar i ljusstyrka.

### Dimensionslösa Hubbleparametern
I stället för att arbeta med Hubblekonstanten är ett vanligt tillvägagångssätt att införa den dimensionslösa Hubbleparametern eller den reducerade Hubbleparametern vanligen betecknad med {\displaystyle h}, och att skriva Hubbleparametern {\displaystyle H_{0}} som {\displaystyle 100h} (km/s)/Mpc, således
{\displaystyle h={\frac {H_{0}}{100\;km\,s^{-1}\,Mpc^{-1}}}}
All osäkerhet i värdet på {\displaystyle H_{0}} överförs också till värdet på {\displaystyle h}.

## Bestämma Hubblekonstanten
Värdet för Hubblekonstanten beräknas genom att mäta rödförskjutningen hos avlägsna galaxer och sedan bestämma avstånd till samma galaxer (med någon annan metod än Hubbles lag). Osäkerheten i de fysiska förutsättningar som använts för att bestämma dessa avstånd har gett varierande värden på Hubblekonstanten.

### Tidiga mätningar och diskussioner
Under större delen av andra hälften av 1900-talet bestämdes värdet av {\displaystyle H_{0}} till mellan 50 och 90 (km/s)/Mpc.
Värdet på Hubblekonstanten var ämnet för en lång och ganska bitter kontrovers mellan Gérard de Vaucouleurs, som hävdade värdet var ca 100, och Allan Sandage, som hävdade värdet var nära 50. År 1996 hölls en debatt, där John Bahcall var moderator, mellan Gustav Tammann och Sidney van den Bergh på ett liknande sätt som den tidigare Shapley-Curtisdebatten om dessa två konkurrerande värden.

### Aktuella mätningar

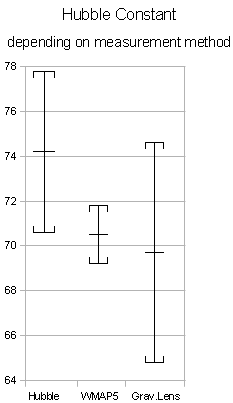
Värdet på Hubblekonstanten inklusive mätosäkerhet hos mätmetod

Den tidigare stora variationen i bestämningar blev delvis löst med införandet av Lambda-CDM-modellen för universumet i slutet av 1990-talet. Observationer av kluster med stora rödförskjutningar vid röntgen- och mikrovågsvåglängder med stöd av Siunjajev-Zeldovitj-effekten, mätningar av anisotropier i den kosmiska bakgrundsstrålningen och optiska undersökningar gav alla med Lambda-CDM-modellen ett värde på cirka 70 på konstanten.
Mätresultatens överensstämmelse mellan alla dessa metoder nedan stödjer både det uppmätta värdet på {\displaystyle H_{0}} och Lambda-CDM modellen.

### Med data från rymdteleskopet Hubble
Hubble Space Telescope (HST) Key Project (lett av Wendy L. Freedman, Carnegie Observatories i Kalifornien) använde rymdteleskopet Hubble för att identifiera avstånd i universum och därmed av universums expansion med hjälp av en avstånd skala. Cepheid (pulserande stjärnor med ett samband mellan pulstid och ljusstyrka) och supernovor av typ IA (standardljus) tjänade som indikatorer för att beräkna Hubblekonstanten i maj 2001 till 72 ± 8 (km/s)/Mpc, i överensstämmelse med en mätning av {\displaystyle H_{0}} baserat på Siunjajev-Zeldovitj-effekten observationer av många rika galaxhopar som gav en liknande noggrannhet.

### Med data från Spitzerteleskopet
År 2012 kom Freedman med flera fram till Hubblekonstanten 74,3 ± 2,1 (km/s)/Mpc efter en omkalibrering av Cepheiders avståndsskala baserat på data från Spitzerteleskopet, Spitzer Space Telescope, baserat på observationer i våglängdsområdet 3–6 μm, medium infraröd, kombinerat med WMAP7 och HST kosmologiska data. Eftersom Cepheidvariabler används för att fastställa galaktiska avstånd, i första hand för att kalibrera ljusstyrkan för närbelägna typ Ia supernovor, påverkade denna {\displaystyle H_{0}}, vilken bestäms genom observationer av mer avlägsna typ Ia supernovor.

### Med observationer av cepheider i Stora magellanska molnet från rymdteleskopet Hubble
Riess et al. använde observationer av cepheider i det  Stora magellanska molnet för en noggrannare kalibrering av cepheidernas avståndsskala och bestämde därigenom {\displaystyle H_{0}} till 74,22 ± 1,82 (km/s)/Mpc.

### Med observationer av rödjättegrenen i galaxer
Freedman et al. observerade närbelägna galaxer i vilka man har observerat typ Ia supernovor och bestämde avstånden till dessa galaxer genom att bestämma ljusstyrkan för de ljusaste rödjättestjärnorna i dessa galaxer.  På detta sätt kunde de kalibrera ljusstyrkan för typ Ia supernovorna och sedan använda mer avlägsna typ Ia supernovor för att bestämma Hubbles konstant till 69,8 ± 0,8 (stat) {\displaystyle \pm 1.7} (sys) (km/s)/Mpc.

### Med data från rymdteleskopet Chandra
I augusti 2006 med hjälp av data från NASA:s Chandra-teleskop, Chandra X-ray Observatory, fann en grupp från NASAs George C. Marshall Space Flight Center (MSFC) Hubblekonstanten vara 77 (km/s)/Mpc med en osäkerhet på ca 15% genom att studera Siunjajev-Zeldovitj-effekten.

### Med data från rymdsonden WMAP
Wilkinson Microwave Anisotropy Probe (WMAP) mäter temperaturfördelningen i elektromagnetisk strålning i mikrovågsområdet. Den kosmisk bakgrundsstrålningen ligger i mikovågsområdet. De mest exakta bestämningarna av kosmisk bakgrundsstrålning gav Hubblekonstanten 71 ± 4 (km/s)/Mpc med WMAP år 2003 och 70,4 +1.5−1.6 (km/s)/Mpc i mätningar fram till år 2006. I rapporten omfattande fem år från WMAP 2008 gavs 71,9 +2,6−2,7 (km/s)/Mpc från endast WMAP-data och 70,1 ± 1,3 (km/s)/Mpc när data från andra studier införlivades, medan rapporten för sju år släppt år 2010 gav 71,0 ± 2,5 (km/s)/Mpc från endast WMAP-data och 70,4 +1,3−1,4 (km/s)/Mpc när data från andra studier införlivades.
Dessa värden fås genom att passa en kombination av WMAP-data och andra kosmologiska data till den enklaste versionen av Lambda-CDM modellen. Om data passas till mer allmänna versioner, tenderar {\displaystyle H_{0}} att vara mindre och osäkrare: vanligtvis runt 67 ± 4 (km/s)/Mpc även om vissa modeller tillåter värden nära 63 (km/s)/Mpc.
Den 20 dec 2012 är Hubblekonstanten, efter 9 års mätningar av WMAP, 70,0 ± 2,2 (km/s)/Mpc från endast WMAP-data och 69,32 ± 0,80 (km/s)/Mpc när data från andra studier införlivades.

### Med data från rymdsonden Planck
Ytterligare observationer av mikrovågsbakgrunden har gjorts med högre precision från den europeiska rymdsonden Planck.  I den slutliga analysen av dess resultat 2018 bestämdes Hubbles konstant till 67,4 ± 0,5 (km/s)/Mpc.

### Hubble-krisen
Det har noterats av flera forskare under de senaste åren att värdet på Hubbles konstant från observationer av mikrovågsbakgrunden i det tidiga universum skiljer sig till synes signifikant från det värde som bestäms genom observationer av cepheider och typ Ia supernovor i det nutida universum. Allt noggrannare mätningar av mikrovågsbakgrunden ger ett värde på ca 67 (km/s)/Mpc medan observationer av cepheider och supernovor leder till värdet ca 73 (km/s)/Mpc. De båda metodernas statistiska felmarginal överlappar inte. Det är för närvarande inte klart huruvida detta indikerar en okänd fysikalisk effekt eller om det beror på systematiska fel i kalibreringen av observationerna.

### Acceleration av expansionen
Ett värde för decellerationskonstanten {\displaystyle q} mätt med standardljuskälla observationer av supernovor av typen Ia, vilken fastställdes att vara negativ år 1998, förvånade många astronomer och med konsekvensen att universums expansion för närvarande "accelererar" (även om Hubbleparametern fortfarande minskar med tiden, såsom anges i avsnittet Utläggning; se WP-artiklarna om mörk energi och Lambda-CDM modellen). Observationerna gjordes av två oberoende grupper ledda av Saul Perlmutter respektive av Brian Schmidt och Adam Riess.

## Härledning av Hubbleparametern
Börja med Friedmanns ekvation:
{\displaystyle H^{2}\equiv \left({\frac {\dot {a}}{a}}\right)^{2}={\frac {8\pi G}{3}}\rho -{\frac {kc^{2}}{a^{2}}}+{\frac {\Lambda c^{2}}{3}},}
där {\displaystyle H} är Hubbleparametern, {\displaystyle a} är skalfaktorn, {\displaystyle G} är gravitationskonstanten, {\displaystyle k} är den normaliserade spatiala krökningen av universum och är −1, 0 eller +1 och {\displaystyle \Lambda } är den kosmologiska konstanten.

### Materia-dominerat universum (med en kosmologisk konstant)
Om universum är materia-dominerat, då kan universums densitet {\displaystyle \rho } bara inkludera materia så
{\displaystyle \rho =\rho _{m}(a)={\frac {\rho _{m_{0}}}{a^{3}}},}
där {\displaystyle \rho _{m_{0}}} är massdensiteten i nutid. För icke-relativisiska partiklar vet vi att deras massdensitet minskar proportionellt mot inversen av universums volym så ekvationen ovan måste vara sann. Vi kan också definiera (se densitetsparametern {\displaystyle \Omega _{M}})
{\displaystyle \rho _{c}={\frac {3H^{2}}{8\pi G}};}
{\displaystyle \Omega _{M}\equiv {\frac {\rho _{m_{0}}}{\rho _{c}}}={\frac {8\pi G}{3H_{0}^{2}}}\rho _{m_{0}};}
så {\displaystyle \rho =\rho _{c}\Omega _{M}/a^{3}.} Också per definition,
{\displaystyle \Omega _{k}\equiv {\frac {-kc^{2}}{(a_{0}H_{0})^{2}}}}
och
{\displaystyle \Omega _{\Lambda }\equiv {\frac {\Lambda c^{2}}{3H_{0}^{2}}},}
där index 0 hänvisar till nuvarande värden och {\displaystyle a_{0}=1}. Sätt in allt detta i Friedmanns ekvation i början av detta avsnitt och ersätt {\displaystyle a} med {\displaystyle a=1/(1+z)} så fås
{\displaystyle H^{2}(z)=H_{0}^{2}\left(\Omega _{M}(1+z)^{3}+\Omega _{k}(1+z)^{4}+\Omega _{\Lambda }\right).}

### Materia- och mörk energi-dominerat universum
Om universum är både materia- och mörk energi-dominerat, då kommer ovanstående ekvation för Hubbleparametern också vara en funktion av tillståndsekvationen för mörk energi. Så nu:
{\displaystyle \rho =\rho _{m}(a)+\rho _{de}(a),}
där {\displaystyle \rho _{de}} är energidensiteten för mörk energi. Per definition är en tillståndsekvation i kosmologi {\displaystyle P=w\rho c^{2}}, och om vi sätta in detta i flödesekvationen som beskriver hur universums densitet utvecklas med tiden,
{\displaystyle {\dot {\rho }}+3{\frac {\dot {a}}{a}}\left(\rho +{\frac {P}{c^{2}}}\right)=0;}
{\displaystyle {\frac {d\rho }{\rho }}=-3{\frac {da}{a}}\left(1+w\right).}
Om {\displaystyle w} är konstant
{\displaystyle \ln {\rho }=-3\left(1+w\right)\ln {a};}
{\displaystyle \rho =a^{-3\left(1+w\right)}.}
Därför för mörk energi med en konstant tillståndsekvation {\displaystyle w}, {\displaystyle \rho _{de}(a)=\rho _{de0}a^{-3\left(1+w\right)}}. Om vi sätter in detta i Friedmans ekvation på ett liknande sätt som tidigare, men denna gång sätter {\displaystyle k=0} vilket förutsätter ett spatialt plant, inte krökt universum, (se universum)
{\displaystyle H^{2}(z)=H_{0}^{2}\left(\Omega _{M}(1+z)^{3}+\Omega _{de}(1+z)^{3\left(1+w\right)}\right).}
Om mörk energi inte har ett konstant tillståndsekvation {\displaystyle w}, då
{\displaystyle \rho _{de}(a)=\rho _{de0}e^{-3\int {\frac {da}{a}}\left(1+w(a)\right)},}
och för att lösa detta måste vi parametrisera {\displaystyle w(a)}, till exempel om {\displaystyle w(a)=w_{0}+w_{a}(1-a)}, fås
{\displaystyle H^{2}(z)=H_{0}^{2}\left(\Omega _{M}a^{-3}+\Omega _{de}a^{-3\left(1+w_{0}+w_{a}\right)}e^{-3w_{a}(1-a)}\right).}

## Enheter härledda från Hubblekonstanten

### Hubbletid
Hubblekonstanten {\displaystyle H_{0}} har enheten invers tid, dvs. {\displaystyle H_{0}\approx {2,3\cdot 10^{-18}}} s−1. Hubbletid (eng. Hubble time) definieras som {\displaystyle {\frac {1}{H_{0}}}}. Värdet på Hubbletiden i den kosmologiska standardmodellen är 4,4×1017 s eller 13,8  miljarder år.
Som nämnts ovan är {\displaystyle H_{0}} det nuvarande värdet av Hubbleparametern {\displaystyle H}. I en modell i vilken hastigheter är konstanta, minskar {\displaystyle H} med tiden. I den naiva modellen där {\displaystyle H} är konstant, skulle Hubbletiden vara tiden det tar för universum att öka i storlek med en faktor av e (eftersom lösningen av {\displaystyle {\frac {dx}{dt}}=xH_{0}}   är   {\displaystyle x=s_{0}\cdot e^{H_{0}t}} där {\displaystyle s_{0}} är storleken på någon funktion vid något godtyckligt initialt villkor {\displaystyle t=0}).
Över långa tidsperioder är dynamiken komplicerad på grund av allmänna relativitetsteorin, mörk energi, inflation, etc., såsom förklarats ovan.

### Hubblelängd
Hubblelängd (eng. Hubble length, Hubble distance) är en enhet för avstånd i kosmologi, definieras som {\displaystyle c/H_{0}} - ljusets hastighet multiplicerat med Hubbletid. Den är ekvivalent med 4 228 miljoner parsec eller 13,8 miljarder ljusår. (Det numeriska värdet av Hubblelängd i ljusår är per definition lika med Hubbletid i år.) Hubblelängden skulle vara avståndet vid vilket galaxer just nu avlägsnar sig med ljusets hastighet, vilket kan ses genom att sätta in {\displaystyle r={\frac {c}{H_{0}}}} i ekvationen för Hubbles lag, {\displaystyle v=H_{0}r}.

### Hubblevolym
Hubblevolym (eng. Hubble volume) är ibland definierad som en volym av universum med en medflyttande (eng. comoving) storlek av {\displaystyle c/H_{0}}. Den exakta definitionen varierar: Ibland definieras den, som volymen av ett sfär med radien {\displaystyle c/H_{0}} eller alternativt en kub med sidan {\displaystyle c/H_{0}}. Vissa kosmologer använder även termen Hubblevolym för att hänvisa till volymen av det observerbara universumet, även om denna har en radie ungefär tre gånger större. 
En sfär med radien {\displaystyle c/H_{0}} kallas en Hubblesfär och omsluter alltså en Hubblevolym. Det som är utanför Hubblesfären avlägsnar sig från dess centrum med en skenbar hastighet som överstiger ljusets, medan det som är inuti avlägsnar sig med hastigheter som understiger ljusets.